# Gibson Modernistic Series
Gibson Modernistic es una gama de guitarras eléctricas lanzadas al mercado en 1958 por Gibson Guitar Corporation, con un diseño futurista inspirado en los estereotipos de la ciencia ficción de la década de 1950. Aunque en el momento de su lanzamiento fueron un fracaso comercial y se abandonó su producción, fueron recuperadas por los guitarristas de heavy metal a partir de la década de 1970 y fabricadas de nuevo.
Su desarrollo fue una iniciativa personal de Ted McCarty, presidente de Gibson Guitar desde 1950 hasta 1966, con la que pretendía renovar la imagen de la firma. La gama constaba de tres modelos, Gibson Explorer, Gibson Flying V y Gibson Moderne, todos ellos de cuerpo macizo y fabricados en korina, también conocida como limba, una madera tropical. Presentadas en 1957, sólo las dos primeras guitarras fueron comercializadas al año siguiente, para ser retiradas del mercado en 1959, después de fabricarse únicamente unas decenas de unidades. La tercera no pasó de la fase de prototipo y hasta la fecha no ha podido localizarse una sola unidad. El precio de salida de las primeras Explorer y Flying V era idéntico al de la Gibson Les Paul, pero se han convertido en piezas de coleccionista que alcanzan precios desorbitados; en cuanto a la Moderne, de encontrarse alguna de las originales batiría todas las marcas en el mercado vintage.
Aunque su lanzamiento fue un rotundo fracaso comercial, el modelo Flying V empezó a darse a conocer a finales de la década de 1960 gracias a músicos como Albert King y Jimi Hendrix. Pero el momento de su mayor difusión llegaría en la década siguiente, propiciando su reedición al tiempo que una gran variedad de copias y modelos inspirados en ellas que comenzaron a fabricar otras marcas de la competencia.

## Historia

### Antecedentes
Durante la década de 1950, Fender había revolucionado el mercado de guitarras eléctricas con la introducción de sus modelos de cuerpo macizo, en particular sus Telecaster y Stratocaster. Ambos carecían de la caja de resonancia propia de los modelos de cuerpo hueco, con lo que se eliminaban los problemas de acople y se prolongaba la duración de las notas. Además, la simplicidad de los diseños de Leo Fender permitía la fabricación en masa con la consiguiente reducción de costes.
Su competidora Gibson respondió con el lanzamiento de la Gibson Les Paul, un instrumento de alta calidad, pero concebido aún según los esquemas de la luthiería clásica y los métodos de producción artesanal con los que Fender había roto radicalmente. El resultado fue, a pesar de las innovaciones que iban constantemente incorporándose a la Les Paul, un descenso constante de sus ventas.
Desde 1950, Gibson Guitar Corporation estaba presidida por Ted McCarty, un inventor y pionero en el desarrollo de guitarras eléctricas; suya es, por ejemplo, la invención del puente Tune-O-Matic, que los modelos de la firma comenzaron a incorporar en 1954; o un dispositivo para poder añadir con facilidad fonocaptores a casi cualquier tipo de guitarra. Ya desde 1955, y coincidiendo con la época en que el rock daba sus primeros pasos, McCarty era consciente de la imagen anticuada que de la compañía tenían el resto de fabricantes y decidió, para dar un vuelco a esa imagen, lanzar al mercado una nueva gama de modelos de líneas atrevidas y aspecto «futurista» y «espacial», de acuerdo con las modas de aquella década. Como reconocería él mismo años más tarde, en 1996:

Other guitar makers were saying that Gibson was a fuddy duddy old company without a new idea in years. That information came back to me, so I said we would shake 'em up if that's what they thought.
El resto de fabricantes de guitarras decían que Gibson era una antigualla de compañía que no había tenido ni una sola idea nueva en años. Cuando me enteré, dije que íbamos a darles un revolcón si era eso lo que pensaban.

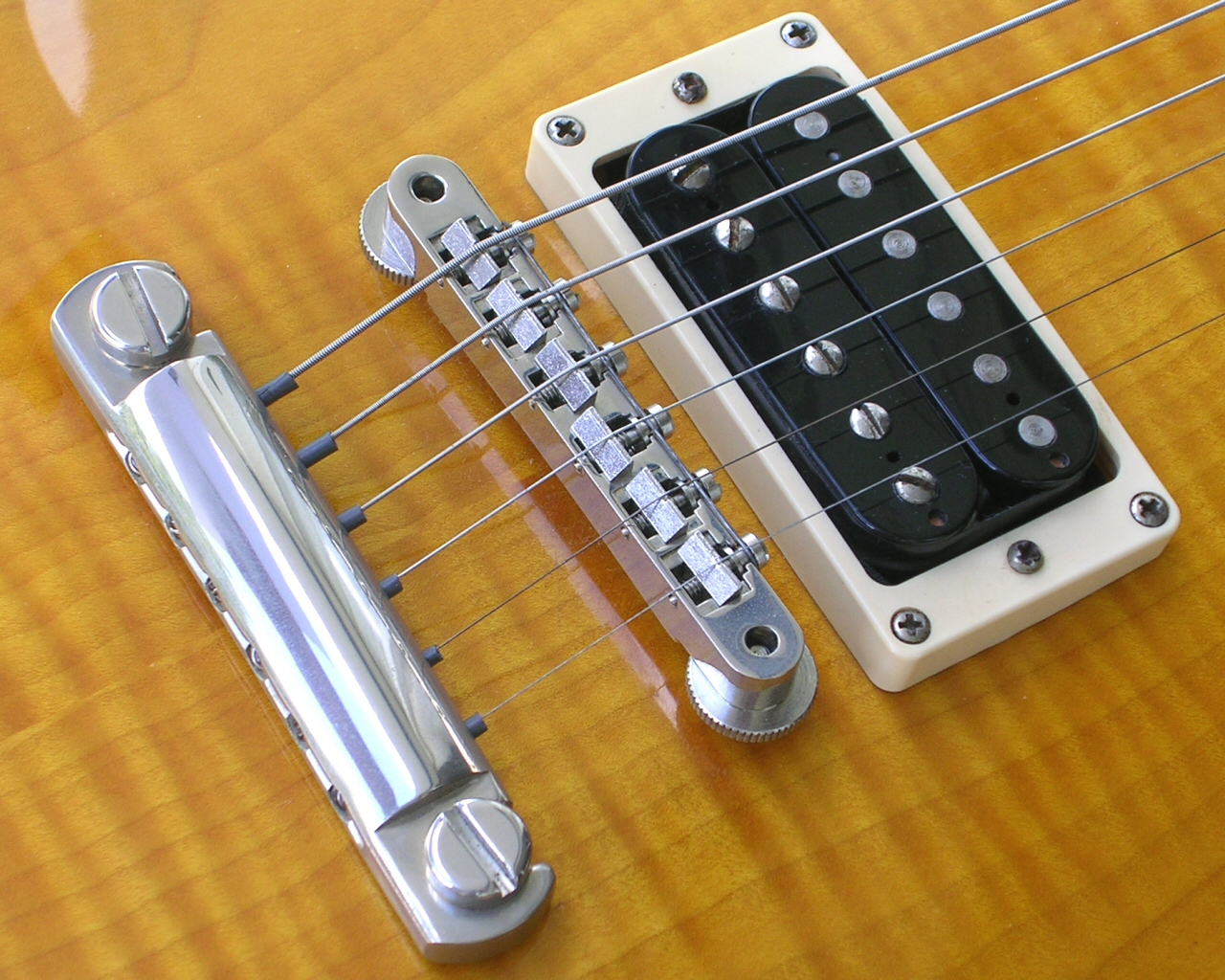
Detalle del puente Tune-O-Matic y su cordal, invención de Ted McCarty (Patente US 2740313), en una Gibson Les Paul.

Las nuevas guitarras de cuerpo macizo se prestaban bien a todo tipo de formas inusuales: al desaparecer la caja de resonancia, podían adoptar cualquier aspecto con la única limitación de que fueran lo bastante cómodas de tocar. De modo que se implicó personalmente en conseguir modelos absolutamente innovadores, encargando a diferentes diseñadores una serie de bosquejos, de entre los que saldrían las guitarras de la gama Gibson Modernistic: Gibson Explorer, Gibson Flying V y Gibson Moderne. Tanto la Explorer como la Moderne se desarrollarían a partir del casi centenar de propuestas recibidas, mientras que la Flying V sería resultado de una idea original del propio McCarty.

### Desarrollo y lanzamiento de los modelos originales

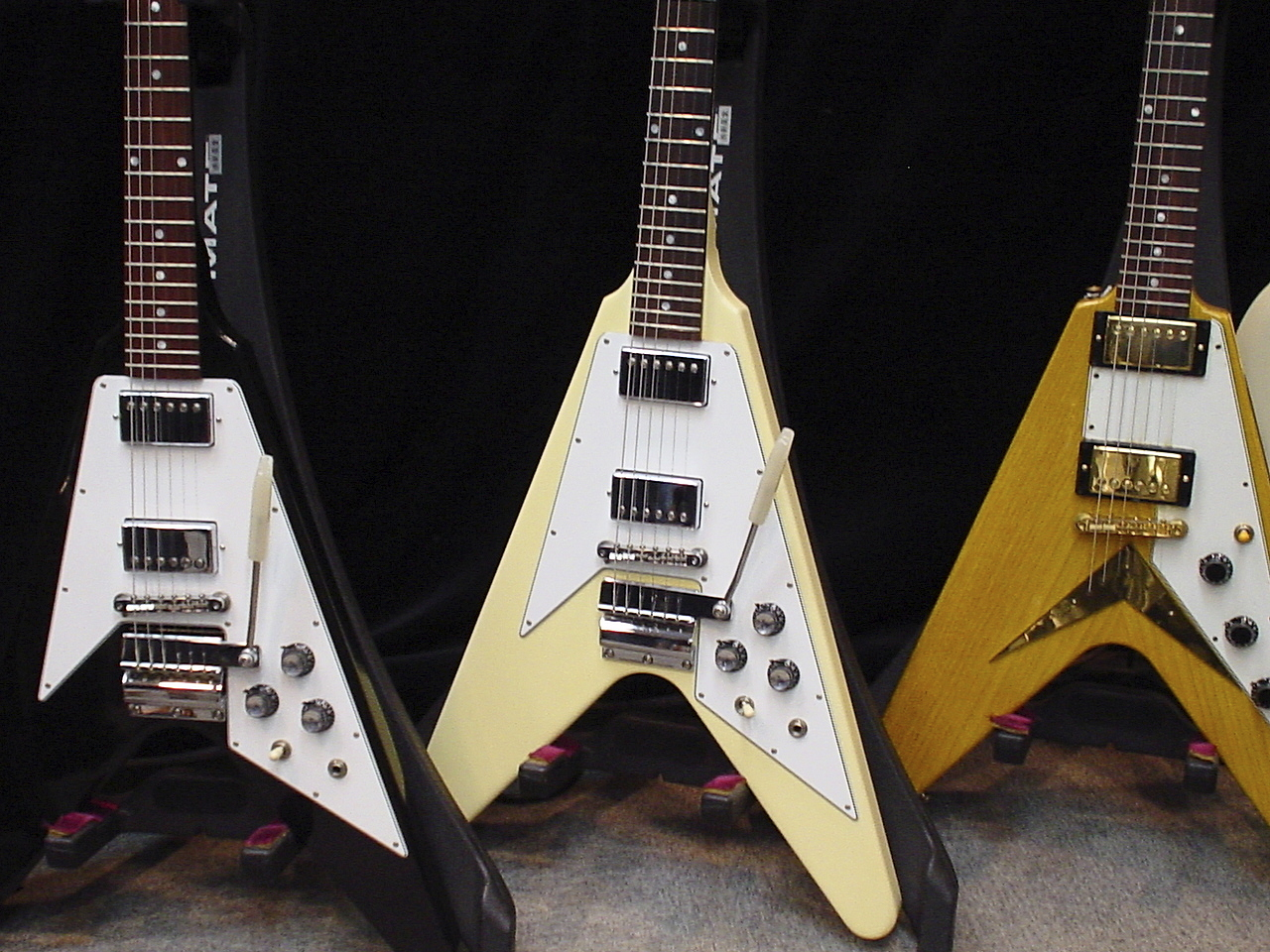
El característico aspecto de la Flying V. La de la derecha reproduce el cordal del modelo original de 1958, así como su barnizado «natural», que deja ver la madera.

Gibson Guitar invitó a un grupo de artistas del diseño a la que era por entonces su sede central en Kalamazoo (Míchigan) con la intención de que prepararan una serie de bocetos, que técnicos de la casa revisaban para decidir si podrían pasar a las cadenas de montaje. De entre los proyectos se seleccionó inicialmente una docena con el fin de construir los correspondientes prototipos.  Aunque algunos de éstos se hicieron en caoba, se había decidido que las versiones comerciales se fabricaran en korina, también conocida como limba. Se trata de una madera tropical procedente de África occidental, de aspecto y propiedades similares a los de la caoba aunque más clara, y que la compañía ya había utilizado para sus «lap-steel» hawaianas. La intención era aprovechar sus cualidades sonoras sin tener que recurrir a maderas más densas y pesadas como el arce, al tiempo que rematar la guitarra con un barnizado simple que le diera un acabado natural, con la madera a la vista.
Finalmente, un número reducido de modelos fue seleccionado para su presentación oficial. El plan de Gibson era tantear a la competencia exhibiéndolos en las ferias comerciales del sector. Así se hizo en la convención de la National Association of Music Merchants (NAMM) celebrada del 15 al 18 de julio de 1957 en el hotel Palmer House de Chicago.
Existe cierta controversia sobre el número de modelos que se presentaron realmente, ya que Ted McCarty afirma que fueron cuatro. En junio de 1957 se había solicitado la patente de sólo tres diseños, correspondientes a la Flying V (solicitud número 181 867), la Moderne (181 866) y la Explorer (181 685). Sin embargo hay constancia de una foto en la que Clarence Havenga, entonces director de ventas de Gibson, exhibe ante la NAMM este último diseño con el nombre de «Futura», uno de los muchos que se barajaron junto con «Futurama» o «Futuristic», lo que explicaría las discrepancias sobre la cantidad de modelos nuevos.

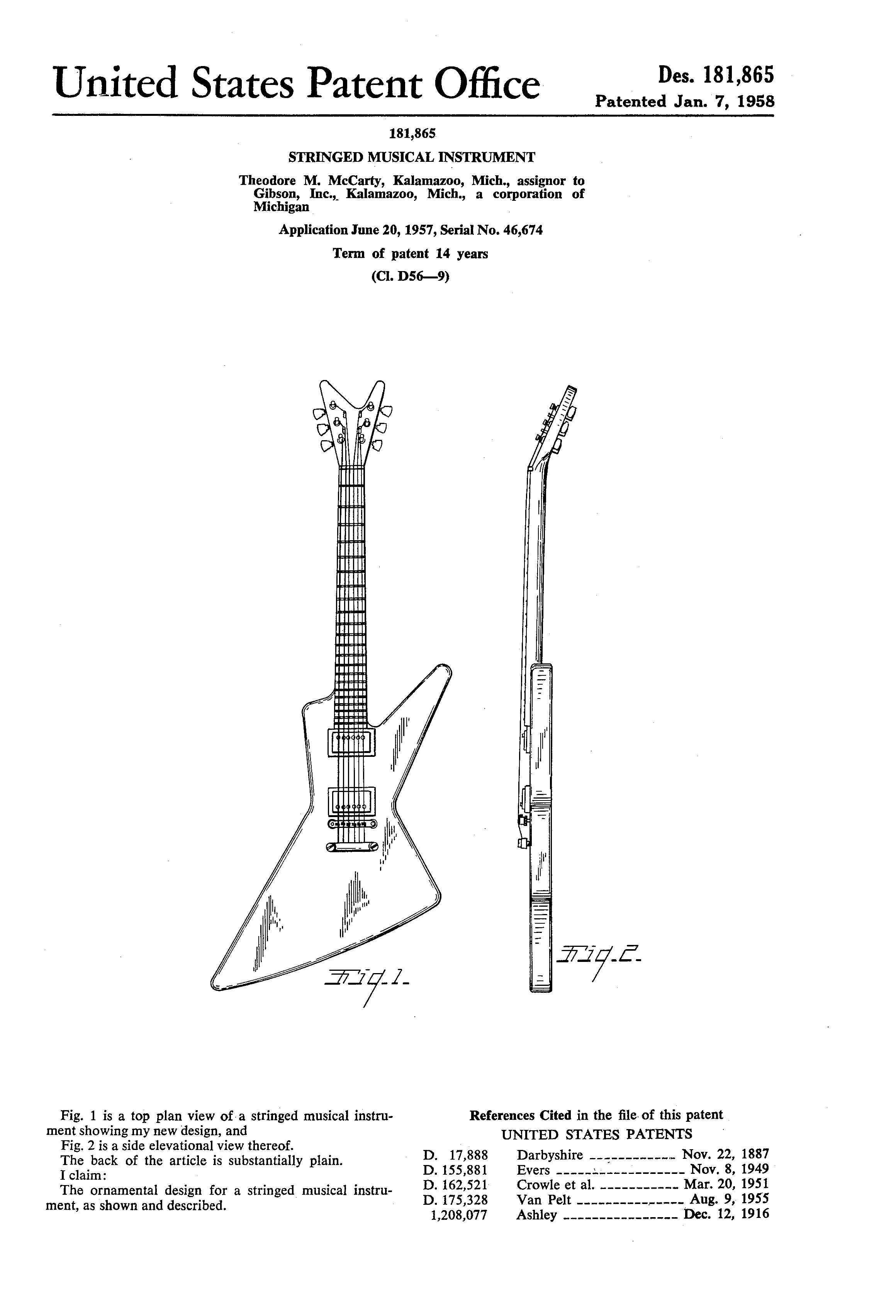
Patente de la Gibson Futura, prototipo de la Gibson Explorer.

#### Gibson Explorer 1958
El modelo Explorer era una guitarra de líneas angulosas y afiladas, y muy voluminoso: el cuerpo medía, a lo largo, casi 63 cm, como resultado de exagerar el lateral de los agudos en la parte cercana al mástil, y el de los graves en la parte cercana al puente. Esto no suponía ningún impedimento al tocar de pie, pero podía resultar incómodo al hacerlo sentado.
Incorporaba, alineados, tres controles: dos de volumen y otro de tono. El sonido era recogido por dos fonocaptores o «pastillas» de bobinado doble («humbuckers»), regulada cada una de ellas por uno de los controles de volumen. Una palanca de tres posiciones permitía conectar la pastilla cercana al mástil, o la del puente, o ambas a un tiempo; en este último caso el control de tono regulaba el balance entre ambas. El encordado era idéntico al de la Les Paul, ya que utilizaba un puente Tune-O-Matic. El diapasón era de palisandro, con 22 trastes y marcadores de material acrílico. Finalmente, el conector de salida al amplificador se acoplaba en un lateral del cuerpo de la guitarra.

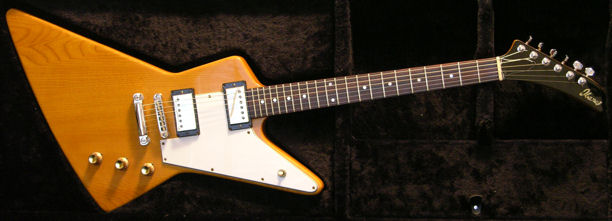
Una Ibanez 2459 o «Korina Destroyer», casi una copia de la Explorer original. Nótese la diferencia del clavijero con el del prototipo patentado.

Una de las diferencias más llamativas con respecto al prototipo patentado, el conocido como «Futura», era el clavijero. En aquel, tres de las clavijas de afinación se ubicaban del lado derecho y tres al izquierdo, al modo tradicional en Gibson, aunque la pala tenía un profundo corte central que la separaba casi en dos. En la versión comercial se adoptó un clavijero que recordaba a un palo de hockey, situando todas las clavijas del mismo lado e incrementando así la presión de las cuerdas sobre la cejuela, lo que mejoraba la duración de las notas. Este segundo diseño ha inspirado a diversas marcas de la competencia en años posteriores.

#### Gibson Flying V 1958
El aspecto de la Flying V era el de una flecha, cuyo cuerpo, en la zona más estrecha junto al mástil, medía algo más de 11 cm, hasta llegar a los casi 42 en la parte más ancha, la del puente. En total alcanzaba el metro y medio de largo, con un cuerpo de unos 4 cm de grueso. A pesar de que sus formas facilitaban el acceso a los trastes más altos, el prototipo inicial tenía su parte trasera redondeada, lo que unido a su molesto desequilibrio, la hacía extremadamente incómoda de tocar. Finalmente, se adoptó una forma plana para la parte trasera, y se le aplicó una pieza de goma para evitar que se deteriorase en forma erguida a causa de su peso.
Dejando aparte su silueta, sus componentes y electrónica eran idénticos a los de la Gibson Explorer. Únicamente se apreciaban dos diferencias: el conector de salida se acoplaba no en un lateral, sino en la parte delantera del cuerpo, en la zona inferior derecha, sobre una pieza de plástico; y, sobre todo, el encordado se hacía atravesando el cuerpo de la guitarra, utilizando un cordal también en forma de flecha y desde luego muy distinto al habitualmente empleado por la casa fabricante.
En realidad, las diferencias entre los modelos comerciales y los exhibidos en catálogos y ferias hacían sospechar que estos últimos no eran sino muestras en lugar de verdaderos instrumentos listos para su uso. En el caso de la Flying V, llamaba la atención la ausencia de conector alguno, y una pieza que hacía de soporte trasero del mástil en la zona de unión de éste con el cuerpo; el golpeador también era distinto, y no cubría el espacio entre los fonocaptores. Además, en las imágenes de catálogo el clavijero incluye una tapa de acceso al alma del mástil con el logotipo de la casa, clásica en Gibson, que finalmente fue desechada.
Buena idea del ambiente de trabajo durante el desarrollo del proyecto lo da el modo en el que se concibió: a partir de una idea de Ted McCarty y de modo casual, cuando en tono de broma sugirió «cortar por lo sano» uno de los modelos más aparatosos, y tras cortarlo quedó con la apariencia de una flecha o una V. Uno de los operarios describió aquello como a flying vee.

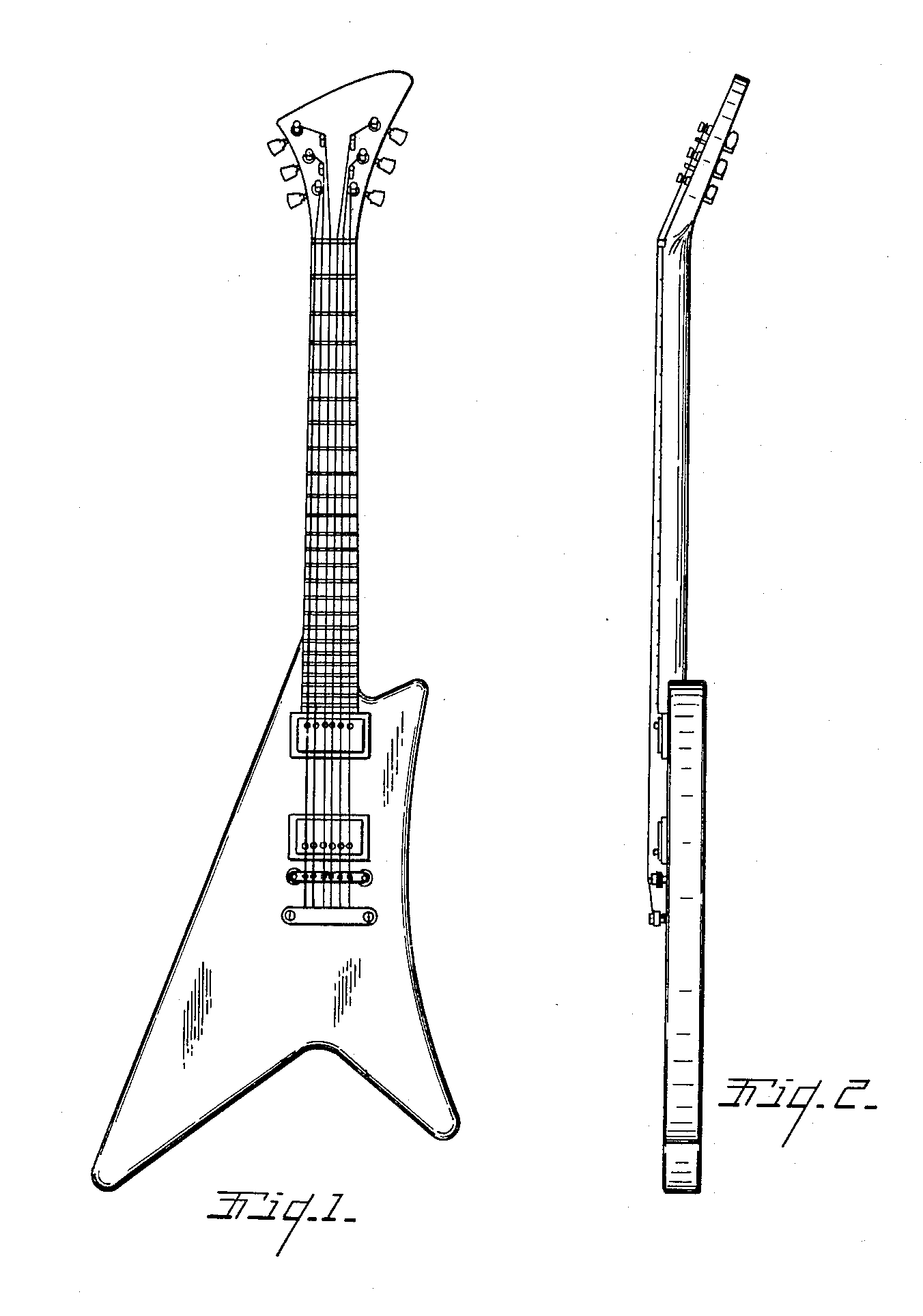
Dibujo de la patente de la Gibson Moderne.

#### Gibson Moderne 1957
El modelo Moderne no llegó a ponerse a la venta. Esta circunstancia ha hecho de él una de las mayores rarezas en el mundo del coleccionismo de instrumentos musicales: que jamás haya aparecido un solo ejemplar original ha dado pie a que se le haya apodado como Santo Grial o Monstruo del lago Ness.
La silueta de la Gibson Moderne era, en el lado izquierdo o de los graves, bastante similar a la Flying V, mientras que el lado derecho recordaba lejanamente un anzuelo; en cualquier caso estaba inspirada en el estilo aerodinámico que había triunfado en el diseño en décadas anteriores. Para el clavijero se había elegido en este caso una forma de triángulo invertido similar al de un remo.
Del resto de detalles respecto a su electrónica, sólo se puede saber con certeza que llevaba instalados dos fonocaptores con sus respectivos controles de volumen junto al del tono, y suponer que tendría las mismas características de la Explorer y la Flying V según puede deducirse de la patente, ya que Gibson había registrado únicamente los diseños.

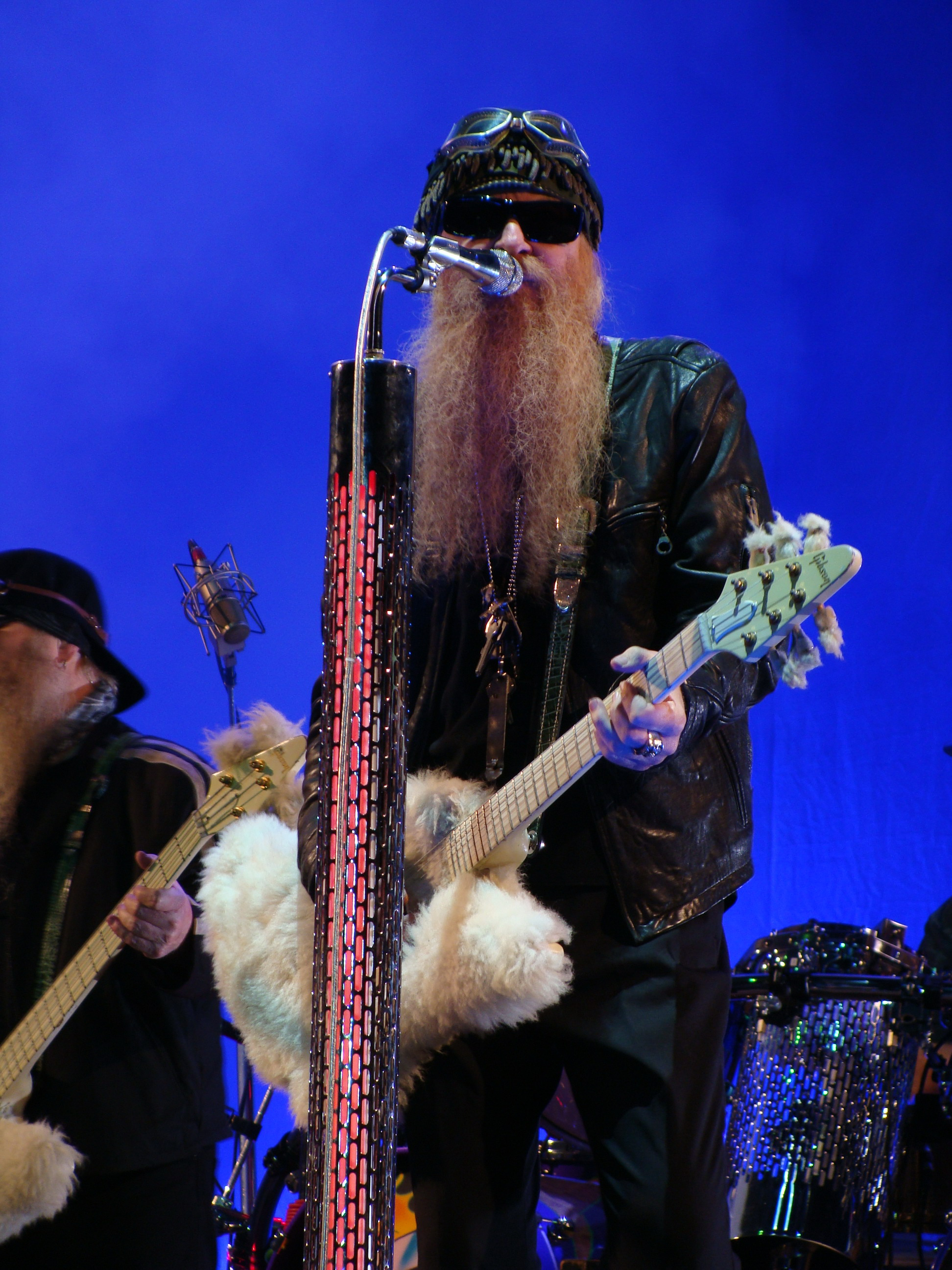
Billy Gibbons (ZZ Top) afirma ser propietario de una Moderne. En la imagen, con otro modelo Gibson.

En apoyo de las afirmaciones de McCarty de que la Gibson Moderne se llegó efectivamente a exhibir y construir, los registros contables de Gibson mencionan la facturación de 12 modelos entre 1958 y 1959. Sin embargo, ni un solo luthier, coleccionista o aficionado ha podido localizar jamás una sola unidad, por lo que el escepticismo sobre su existencia es generalizado.
Solamente el guitarrista Billy Gibbons, líder de ZZ Top, ha mostrado en público lo que dice es una Gibson Moderne, que habría adquirido en 2007 en San Antonio (Texas) de segunda mano. Según Gibbons, el vendedor la rescató a su vez de entre los desperdicios; y el experto luthier George Gruhn habría examinado el instrumento y concluido que podría ser una Moderne auténtica. Gruhn, por su parte, niega tal conversación. En el resto de casos en que alguien ha reclamado la posesión de una Gibson Moderne de las supuestamente fabricadas durante la década de 1950, no ha podido siquiera presentar unas fotos del modelo, y la opinión de diversos fabricantes y especialistas es que, como mucho, podría tratarse de réplicas posteriores que por algún motivo tuviesen añadidas piezas originales de la marca. Ahora bien, si pudiera verificarse la autenticidad de alguno de ellos, su precio en el mercado sobrepasaría con facilidad el millón de dólares.

### Fracaso comercial y retirada de la gama
Las nuevas guitarras Modernistic no impresionaron ni convencieron a la industria musical, que consideró la propuesta demasiado radical, y mucho menos cautivaron al público.
Los modelos Flying V y Explorer salieron a la venta el 1 de abril de 1958 a un precio de 247,50 dólares, idéntico al de la Les Paul. Como resultado de las paupérrimas ventas, ambas fueron puestas casi inmediatamente fuera de circulación, retirándose en 1959. Como ejemplo, de la Flying V solamente llegaron a venderse 81 ejemplares durante el año 1958. Con el paso de los años, sin embargo, se han convertido en una de las piezas de colección más caras del mercado: En 2011, el precio de una Flying V original alcanza entre 200 000 y 250 000 dólares, mientras que el de la Explorer ronda entre los 250 000 y los 310 000; lo que las sitúa en los puestos quinto y cuarto de la clasificación, respectivamente.
De acuerdo con los registros de Gibson, se produjeron como máximo 40 Explorer y 120 Flying V; de ellas, solamente se llegaron a vender 22 Explorer y 98 Flying V entre 1958 y 1959, mientras estuvieron oficialmente a la venta. Una vez descatalogadas, y entre 1960 y 1963, no se vendieron más de una veintena de cada uno de los modelos, utilizando las piezas restantes aún disponibles en los almacenes. En particular, la Flying V parecía venderse más como una atracción para los escaparates de las tiendas de instrumentos musicales por su sorprendente aspecto, como parecía reconocer la propia Gibson. La propia korina, la madera destinada a su fabricación, acabó por emplearse en la Gibson Skylark, un modelo de lap-steel.
La causa del inicial rechazo de esta gama de guitarras, habida cuenta del éxito que alcanzarían casi veinte años más tarde, a partir de la década de 1970, se encuentra en lo chocante de sus formas para el gusto de los años en que se desarrollaron y fueron puestas en circulación. Según un juicio casi unánime entre expertos y aficionados, las Gibson Modernistic demostraron ser demasiado avanzadas para su tiempo.

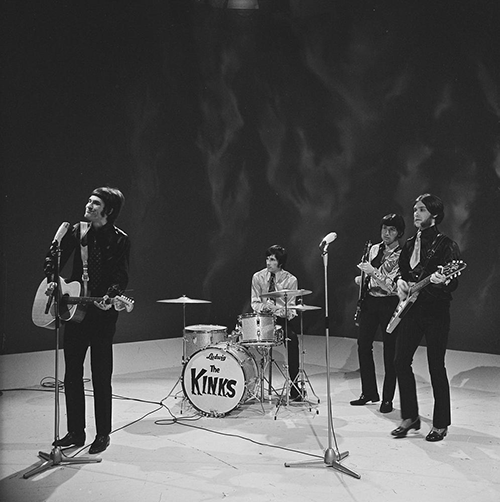
The Kinks en el programa televisivo Fanclub, en abril de 1967. Dave Davies lleva una Flying V. Con ella aparecerá también en la portada del álbum Live at Kelvin Hall.

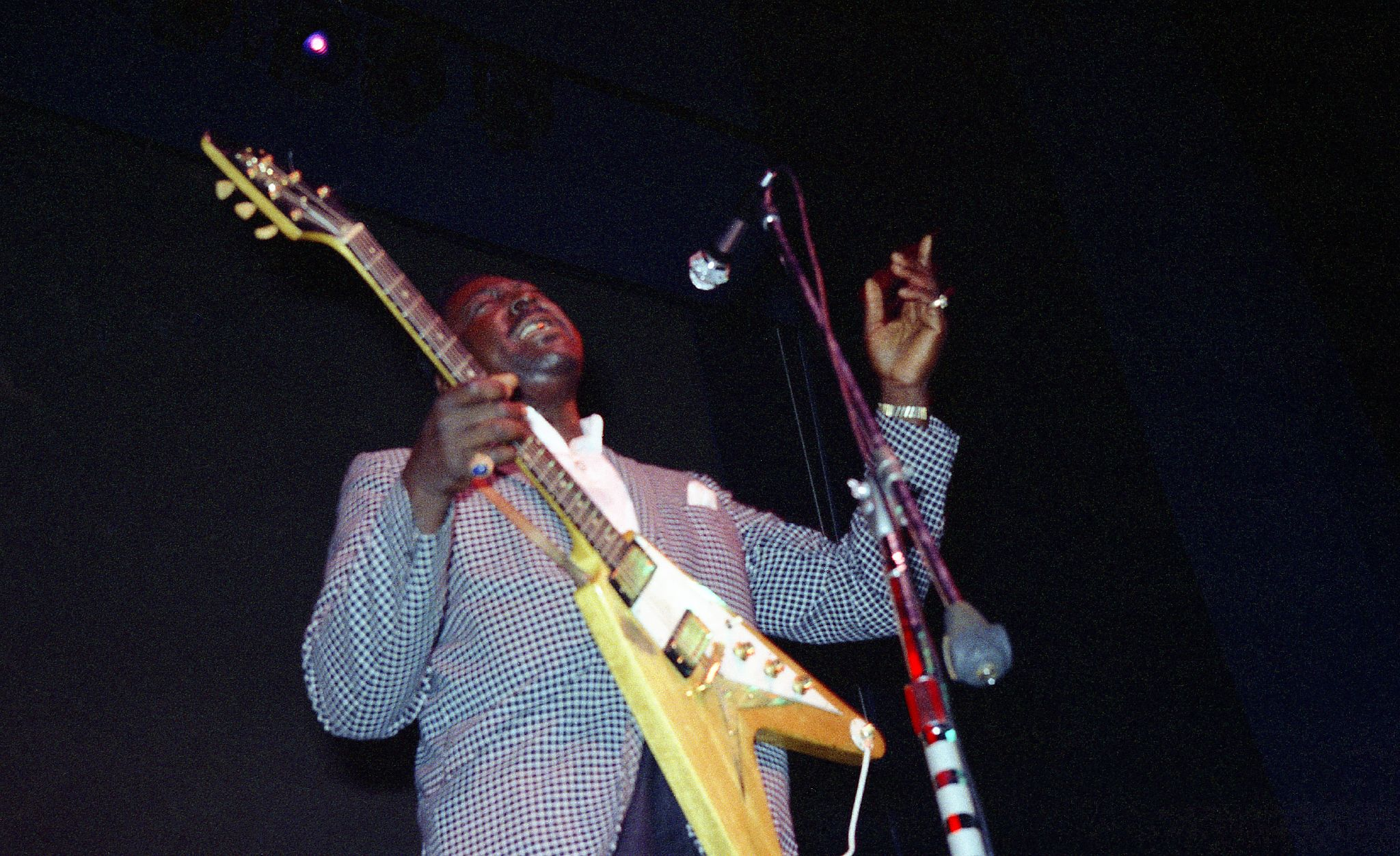
Albert King en el Fillmore East (1968), con una guitarra Gibson Flying V.

Una vez retiradas del mercado tras su estrepitoso fracaso, quedaron momentáneamente relegadas al olvido. Hasta bien pasado 1960, en los almacenes de Gibson en Kalamazoo aún se mantenían remesas abandonadas ante la falta de demanda. En el caso de las Explorer, únicamente sirvieron de inspiración para el lanzamiento de la nueva apuesta de Ted McCarty para competir con Fender, la Gibson Firebird, en 1963. La Gibson Firebird adaptó de la Explorer tanto el cuerpo de la guitarra como el diseño del clavijero, aunque en el caso de la Firebird este estaba orientado hacia arriba.
En cuanto a la Flying V, sólo a finales de la década de 1960 vivió un período de relativo éxito. Reintroducida brevemente en 1967, el modelo experimentó algunos cambios: se modificó el encordado de modo que adoptara el típico de la Les Paul o, en algunos casos, incorporara una palanca de trémolo Vibrola; el conector de salida se trasladó al golpeador, más ancho que la versión de 1958; y los controles de volumen y tono se dispusieron en triángulo.
Fueron dos bluesmen estadounidenses, Lonnie Mack y, especialmente, Albert King, quienes comenzaron a utilizarla y a impulsar su fama, llegando a avalar el modelo con su imagen. La identificación de King con esta guitarra llega al punto de que en la lápida del músico, fallecido en 1992, está grabada la imagen de una Flying V junto a la inscripción «I'll play the blues for you», uno de sus mayores éxitos.
En el pop, serían los británicos The Kinks y su guitarrista Dave Davies los que hicieran lo propio, con un antiguo modelo de 1958. Pero sobre todo lo haría en el rock, a partir de 1969, Jimi Hendrix. Aunque tradicionalmente asociado a la Fender Stratocaster, el guitarrista de Seattle adquirió entre 1967 y 1969 dos ejemplares de Flying V de la serie nueva, con palanca de trémolo; y encargó una tercera, hecha expresamente a medida (número de serie 849476), con la que intervendría en la edición del Festival de la Isla de Wight de 1970. Hendrix, admirador confeso de Albert King y zurdo como él, pretendía reproducir los sonidos que este obtenía con su particular técnica de estiramiento de las cuerdas, conocido en el argot musical como bending, y que ejecutaba empujándolas hacia abajo.

## Notas

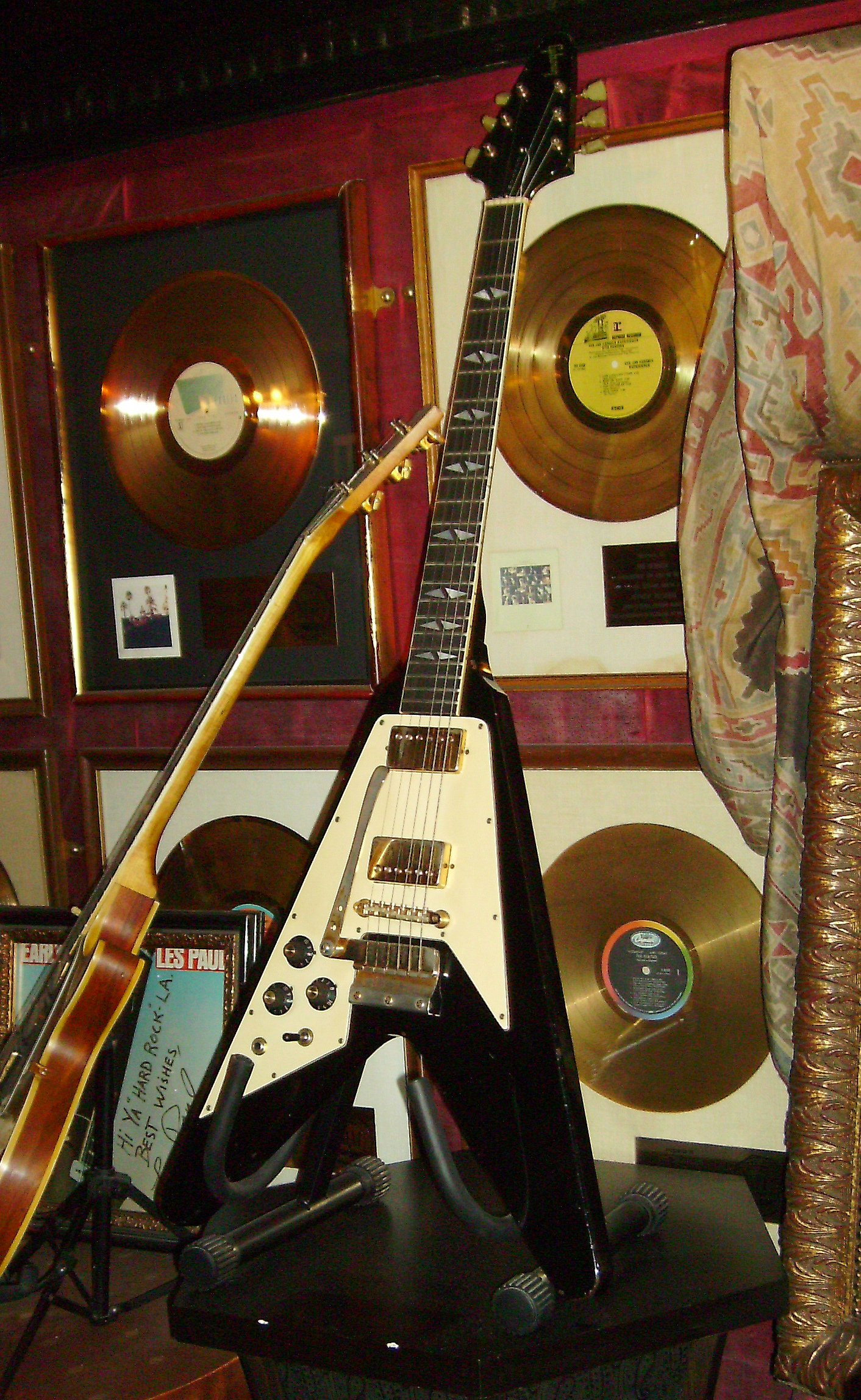
La Flying V de Jimi Hendrix «Flying Angel», construida para él en 1969 (Museo Hard Rock Cafe de Londres).